# De Temporum Fine Comoedia
De Temporum Fine Comoedia, letteralmente «Opera della fine dei tempi», è un'opera del compositore tedesco Carl Orff, che fu anche autore del libretto.
La partitura fu l'ultimo lavoro di Orff, che impiegò ben dieci anni per comporla: dal 1962 al 1972 (una successiva versione risale al 1979). È stata presentata in prima mondiale al Festival di Salisburgo il 20 agosto 1973, nella messinscena di August Everding e sotto la direzione musicale di Herbert von Karajan, che ha diretto la Symphonieorchester des Westdeutschen Rundfunks Köln con un cast molto prestigioso che includeva Anna Tomowa-Sintow, Christa Ludwig, Peter Schreier e Josef Greindl.
Il lavoro è una rappresentazione sacra cantata in greco, tedesco e latino. Nella sua ultima partitura, il compositore evocò la sua visione della fine del mondo.

## Dramatis Personae
| Ruolo           | Voce          | Cast della prima mondiale, 20 agosto 1973 Direttore d’orchestra: Herbert von Karajan) |
| --------------- | ------------- | ------------------------------------------------------------------------------------- |
| 1. Sibilla      | soprano       | Anna Tomowa-Sintow                                                                    |
| 2. Sibilla      | soprano       | Colette Lorand                                                                        |
| 3. Sibilla      | soprano       | Jane Marsh                                                                            |
| 4. Sibilla      | soprano       | Kay Griffel                                                                           |
| 5. Sibilla      | soprano       | Gwendolyn Killebrew                                                                   |
| 6. Sibilla      | soprano       | Kari Løvaas                                                                           |
| 7. Sibilla      | mezzosoprano  | Heljä Angervo                                                                         |
| 8. Sibilla      | mezzo-soprano | Sylvia Anderson                                                                       |
| 9. Sibilla      | mezzo-soprano | Glenys Loulis                                                                         |
| 1. Anacoreta    | tenore        | Erik Geisen                                                                           |
| 2. Anacoreta    | tenor         | Hans Wegmann                                                                          |
| 3. Anacoreta    | baritono      | Hans Helm                                                                             |
| 4. Anacoreta    | baritone      | Wolfgang Anheisser                                                                    |
| 5. Anacoreta    | baritone      | Siegfried Rudolf Frese                                                                |
| 6. Anacoreta    | baritone      | Hermann Patzalt                                                                       |
| 7. Anacoreta    | baritone      | Hannes Jokel                                                                          |
| 8. Anacoreta    | basso         | Anton Diakov                                                                          |
| 9. Anacoreta    | basso         | Boris Carmeli                                                                         |
| Stimme          | mezzo-soprano | Christa Ludwig                                                                        |
| Stimme          | tenor         | Peter Schreier                                                                        |
| Luzifer         | voce parlata  | Hartmut Forche                                                                        |
| Prologo         | voce parlata  | Rolf Boysen                                                                           |
| Prologo/corifeo | bass          | Josef Greindl                                                                         |
| Coro            | Coro          | RIAS Kammerchor, Tölzer Knabenchor                                                    |

## Trama
L'opera è divisa in tre parti, ognuna con dei propri personaggi.
Un prologo - uomo; ruolo parlato. 
- La Parte I coinvolge 9 Sibille, ruoli cantati da donne:
  - 3 Soprani drammatici
  - 4 Mezzosoprani
  - 1 Contralto
  - 1 doppio Contralto

- La Parte II coinvolge 9 Anacoreti, ruoli cantati da uomini:
  - 1 Tenore
  - 5 Baritoni
  - 2 Bassi
  - 1 Basso profondo

Vi è anche un coro di bambini e una voce tenore fuori campo, registrata su nastro magnetico.
- La Parte III prevede i seguenti personaggi:
  - Gli ultimi sopravvissuti; rappresentati da tre grandi cori misti
  - Il Maestro del Coro; ruolo parlato e direttore musicale.
  - Lucifero, che appare verso la fine; ruolo parlato.

Vi è anche un doppio coro di soprani e contralti utilizzato verso la fine, così come due solisti, un tenore e un contralto, a rappresentare la "Vox Mundana". Un coro di bambini è anche utilizzato per rappresentare le "Voces caelestes".

## La musica

### Organico orchestrale
La partitura prevede un organico orchestrale inconsueto:
- 6 flauti (tutti raddoppiati sugli ottavini)
- 6 clarinetti in Mi bemolle
- 1 Controfagotto
- 6 corni in Fa
- 8 trombe in Do
- 6 tromboni
- 1 tuba
- 4 viole
- 8 contrabbassi
- 1 Nastro magnetico
- una quantità enorme di percussioni (con circa 100 strumenti)
- 3 arpe
- 3 pianoforti, ciascuno con due pianisti
- 1 organo elettronico

La sezione delle percussioni, che richiede circa 25-30 esecutori, si compone di:
- 2 rullanti
- 6 tamburelli
- 3 batteria tenore
- 2 tamburi bassi (uno con piatti)
- 3 darabouka (contralto, tenore e basso)
- 3 tom-tom
- 6 congas
- 1 conga basso
- 4 "timpanetti" con un tamburo con testa in legno (soprano, contralto, tenore e basso)
- 5 timpani (3 con cembali)
- 5 crotali
- 5 piatti sospesi
- 1 paio di piatti crash
- 3 tam-tam di rame (40-60 centimetri di diametro)
- 2 tam-tam (grande e molto grande)
- gong spiovente in Do
- dobachi (una campana del tempio giapponese) spiovente in DO diesis
- 5 campane in bronzo alta "durante l'intervallo di un semitono"
- due set di campane tubolari
- triangolo
- guiro
- frusta
- Maracas
- 6 nacchere
- hyoshigi *
- angklung
- 3 campane di legno
- 5 blocchi di legno
- "semplici" e "doppie" Raganella (strumento musicale)
- 3 "raganelle grandi da chiesa"
- 4 bicchieri d'acqua
- celesta
- 2 glockenspiel
- litofono
- Metallofono
- xilofono
- xilofono tenore
- xilofono basso
- 2 marimba

(*) Il hyoshigi vengono utilizzati solo all'interno del pianoforte al culmine della parte III, in cui sono colpite sulle corde pianoforte da un percussionista.
- 1 ottavino
- 8 flauti
- 10 trombe in Do
- 4 tromboni
- 2 pianoforti
- organo da chiesa
- glockenspiel
- marimba
- crotali
- timpano
- tenore e contralto
- un coro di grandi dimensioni (che emette un grido), una sezione di tenori, e doppio coro di soprani e contralti
- un coro di bambini.

C'è anche una parte parlata, l'eco di uno dei dialoghi parlati delle sibille, accompagnata da una macchina del vento.

### Revisione del 1979
Orff in seguito fece ampie revisioni del De Temporum Fine Comoedia, con molti cambiamenti nell'orchestrazione. Nella sua revisione del 1979 sono stati aggiunti i seguenti strumenti:
- 1 rullante, portando il totale a 3
- 7 bicchieri di acqua, portando il totale a 11
- Organo da chiesa, riversato su nastro magnetico.

I seguenti strumenti sono stati eliminati:
- Triangolo
- 3 timpanetti, lasciandone solo 1 (soprano)
- Tutti e 3 i tam-tam di rame
- 2 nottolini da chiesa, lasciandone solo 1
- 2 piatti sospesi, portando il numero fino a 3

Le modifiche apportate alla musica pre-registrata consistono nell'aggiunta dei seguenti elementi:
- 1 pianoforte, portando il totale a tre
- 3 contrabbassi

Le altre omissioni sono:
- Tutti e otto i flauti
- 8 trombe, lasciandone sono due
- Tutti e 4 tromboni
- Organo da chiesa, portato in orchestra
- Il doppio coro di soprani e contralti
- Il tenore e contralto solisti